# Peter Hain
Peter Gerald Hain (ur. 16 lutego 1950 w Nairobi, Kenia) – brytyjski polityk, członek Partii Pracy.

## Życiorys
Jego rodzice pochodzili z rodzin Brytyjczyków osiadłych w Afryce Południowej, a on urodził w kolonialnej Kenii. Do Wielkiej Brytanii przybył jako nastolatek. Szybko stał się jednym z bardziej aktywnych działaczy ruchu przeciw apartheidowi. Brał m.in. udział w bojkotach południowoafrykańskiej drużyn rugby i krykieta, podczas ich występów Wielkiej Brytanii w 1969 i 1970 r. Karierę polityczną rozpoczynał w Partii Liberalnej (był przewodniczącym jej młodzieżówki), ale w 1977 r. przeniósł się do laburzystów. W tym czasie był jednym z założycieli Ligi Antynazistowskiej.
Hain wykształcenie odebrał w Emanuel School, Queen Mary College na Uniwersytecie Londyńskim, gdzie ukończył ekonomię i politologię. Uzyskał również tytuł magistra filozofii na Uniwersytecie Sussex. Pracę zawodową rozpoczynał w strukturach Związku Pracowników Łączności.
W 1991 r. został wybrany do Izby Gmin w walijskim okręgu Neath, który reprezentuje w parlamencie do dziś. W 1995 r. został jednym whipów Partii Pracy, a rok później ministrem ds. zatrudnienia w laburzystowskim gabinecie cieni. Po dojściu jego partii do władzy w 1997 r. najpierw trafił do ministerstwa ds. Walii, a potem do Foreign Office, gdzie zajmował się sprawami Afryki. Zaangażował się wówczas w obronę praw posiadających w większości brytyjskie obywatelstwo farmerów, wysiedlanych ze swojej ziemi w Zimbabwe. Prezydent tego kraju Robert Mugabe oskarżał go o rasizm.
Po krótkim pobycie w ministerstwie handlu i przemysłu, wrócił do resortu spraw zagranicznych, gdzie tym razem zajmował się sprawami europejskimi. Stał się wtedy rzecznikiem koncepcji uznania Gibraltaru za wspólne terytorium Wielkiej Brytanii i Hiszpanii. Pomysł ten został jednak zdecydowanie odrzucony przez mieszkańców kolonii w referendum w 2002 r. Był także przedstawicielem brytyjskiego rządu w Konwencie Europejskim.
W październiku 2002 r. został ministrem ds. Walii, łącząc je z kolejnymi swoimi tekami ministerialnymi. Tym samym jest najdłużej sprawującym swój urząd członkiem obecnego Gabinetu. W czerwcu 2003 r. został przewodniczącym Izby Gmin i Lordem Tajnej Pieczęci. W 2005 r. obok nadzorowania Walii otrzymał pod swoją opiekę także Irlandię Północną. 28 czerwca 2007 r. nowy premier Gordon Brown mianował go ministrem pracy i emerytur, utrzymując go jednocześnie na stanowisku szefa resortu ds. Walii.
Hain startował również w wyborach na przewodniczącego Partii Pracy, zajął jednak dopiero piąte miejsce, odpadając już w drugiej turze głosowań. Wątpliwości wzbudziło finansowanie tej kampanii. 24 stycznia 2008 r. Hain podał się do dymisji z zajmowanych stanowisk w celu "oczyszczenia swojego imienia", po tym jako Komisja Wyborcza stwierdziła nieprawidłowości związane z dotacjami na rzecz Haina podczas kampanii. 5 grudnia 2008 r. Crown Prosecution Service stwierdziła, że Hain nie ponosi odpowiedzialności za działalność organizacji finansującej jego kampanię.
Podczas kolejnej przebudowy gabinetu, 5 czerwca 2009 r., Hain powrócił na stanowisko ministra ds. Walii. Utracił je po porażce laburzystów w wyborach parlamentarnych w 2010 r.

## Odznaczenia
- Srebrny Order Towarzyszy O. R. Tambo (Południowa Afryka, 2015)[2]

## Publikacje
- Don't Play with Apartheid: Background to the Stop the Seventy Tour Campaign, wyd. Allen & U, 1971, ISBN 0-04-301031-8
- Radical Liberalism and Youth Politics, Liberal Publications Department, 1973, ISBN 0-900520-36-1
- Radical Regeneration, Quartet Books, 1975, ISBN 0-7043-1231-X
- Community Politics, Calder Publications Ltd, 1976, ISBN 0-7145-3543-5 (redakcja)
- Mistaken Identity: The Wrong Face of the Law, Quartet Books, 1976, ISBN 0-7043-3116-0
- Radicals and Socialism, Institute for Workers' Control, 1978, ISBN 0-901740-55-1 (współautor)
- Policing the Police, J Calder, 1979, ISBN 0-7145-3624-5 (redakcja)
- Debate of the Decade: The Crisis and Future of the Left, Pluto Press, 1980, ISBN 0-86104-313-8 (redakcja)
- Neighbourhood Participation, M. T. Smith, 1980, ISBN 0-85117-198-2
- Policing the Police, J Calder, 1980, ISBN 0-7145-3796-9 (redakcja)
- Reviving the Labour Party, Institute for Workers' Control, 1980, ISBN 0-901740-69-1
- The Democratic Alternative: A Socialist Response to Britain’s Crisis, Penguin Books Ltd, 1983, ISBN 0-14-006955-0
- Political Trials in Britain, Penguin Books Ltd, 1985, ISBN 0-14-007935-1
- Political Strikes: The State and Trade Unionism in Britain, Penguin Books Ltd, 1986, ISBN 0-14-007962-9
- Proportional Misrepresentation, Gower Publishing Ltd, 1986, ISBN 0-7045-0526-6
- A Putney Plot?, Spokesman Books, 1987, ISBN 0-85124-481-5
- Ayes to the Left, Lawrence & Wishart Ltd, 1995, ISBN 0-85315-832-0
- The Peking Connection, Lawrence & Wishart Ltd, 1995, ISBN 0-85315-823-1
- Sing the Beloved Country: Struggle for the New South Africa, Pluto Press, 1996, ISBN 0-7453-0997-6
- The End of Foreign Policy?, Royal Institute of International Affairs, 2001, ISBN 1-86203-131-2 (współautor)
- The Future Party, Catalyst Press, 2004, ISBN 1-904508-10-3 (współautor)